# ビシバシチャンプ
ビシバシチャンプ（Bishi Bashi Championship）はコナミ（後のコナミデジタルエンタテインメント→コナミアミューズメント）から発売されたアーケードゲームのシリーズ。またはその1作目のタイトル。簡単な操作のミニゲームでプレイヤー同士、あるいはCPUとプレイヤーが対戦するパーティーゲームである。
シリーズは番外編や家庭用作品も含めこれまでに16作品が発表され、現在は2018年6月26日に発売した新作『ビシバシCHANNEL』（ - チャンネル）が稼働中である。
ミニゲームの内容や操作形態が異なる続編が数多く製作され、これらはまとめて「チャンプシリーズ」と呼ばれる。

## 概要
左から順に赤・緑・青と横一列に並んだ3ボタンのみを使用して、最大3人で次々と出されるミニゲームにチャレンジする（シリーズによっては最大2人であったり、レバー・ハンドル等、操作形態が異なる場合もある）。進行形式は以下の2種類に大別されるが、どちらも「ミニゲームをクリアできないとライフを1個減らされ、ライフが無くなるとゲームオーバー」という点は共通している。
ノルマ形式
『ビシバシチャンプ』、『スーパービシバシチャンプ』、『ハンドルチャンプ』、『グレートビシバシチャンプ』、および『ザ★ビシバシ』で採用。
参加プレイヤーのみがミニゲームに挑戦し、基準値を上回ればクリア。上回れないとライフを1個減らされる。クリアを続けていくとノルマがどんどん厳しくなっていく。一部機種では、全員の点数の合計でノルマを判定する協力プレイ形式をとっている。
対戦形式
『ハイパービシバシチャンプ』、『ガチャガチャンプ』、『ステップチャンプ』『ビシバシチャンプオンライン』、および『ビシバシCHANNEL』で採用。
コンピュータを含めて対戦を行う。1位（2位でも良い場合もある）であればペナルティ無しで、2位以下の場合はライフを1個減らされる。
1位が同点の場合は「同点バトル」が発生する。『ハイパー』と『ステップ』では先にボタンを5回叩いた方が勝利。『ガチャガチャ』では一定時間のレバー回転数、『オンライン』では一定時間の連打回数で勝敗を決する。『CHANNEL』では、同点バトルがない。

## シリーズ

### アーケード版
基本的に、1作ごとに一部のミニゲームは入れ替えられる（『ガチャガチャンプ』や『ステップチャンプ』で収録されたミニゲームをアレンジして収録する場合もあり）。

#### メイン作品

##### ビシバシチャンプ
第1作。全17ゲーム。1996年に稼働開始。
各ゲームはノルマ制となっており、プレイヤーがノルマを満たせなかった場合は、ライフを一つ減らされた上で次のミニゲームへ進むシステム。また、エンディングでは、各ゲームの成果を10点満点で評価され、その合計値によって総合評価が下される。タイトルコールは現在と比べると若干大人しい。
この作品のみ、一部のミニゲームを除いて、「××が ××で 怪獣退治だ!」といった風に、ゲーム名の主語や場所がいくつかの候補からランダムで選ばれるようになっていた。その際、グラフィックや背景もそれに合わせたものに変化するシステムであった。
また、残りライフの表示は、ハート。

##### スーパービシバシチャンプ
ビシバシチャンプの続編。全20ゲーム。1998年に稼働開始。ミニゲーム名は前作と違い、全て1つのタイトルに統一されている。
ミニゲームが一部を除いて差し替えられ、ボタンの使わせ方がより多彩となった。成果は5点満点で、1つのミニゲームを終えるごとに得点が表示されるよう変更。また、全ゲームの中から3ゲームを選んでプレイできるモードが追加された。
残りライフがハートではなく手の表示になったのは、この作品から。
筐体は2人用（ビデオゲーム汎用筐体）の物と3人用（オリジナル筐体）の物がある。

##### ハイパービシバシチャンプ
前2作から大幅にリニューアルされ、ゲームのコミカルさがより増した、シリーズ3作目。全27ゲーム。1999年に稼働開始。
ゲームの前に、まず自分のニックネームを予め用意されたものから選ぶ（選んだ名前は、プレイ中に呼ばれる）。
各ゲームは対戦方式になっており、コンピュータを含めて常に3人で対戦。1位（1〜2位になる場合もある）になればペナルティ無しで、その順位を下回った場合はライフを1個マイナスされた上で次のミニゲームへ進むルールに変更された。
いくつかのミニゲームを順番にプレイして、それらの合計タイムを競うタイムアタックモードが新設。
この作品にも二人用筐体と三人用筐体がある。

##### グレートビシバシチャンプ 〜ボタン叩きすぎ警報発令〜
（兄弟作品等を除くと）前作から大幅にブランクを空けて登場したシリーズ4作目。過去の人気ミニゲームも多く復活した、全43ゲーム。2002年に稼働開始。作品のテーマソングがゲームで流れるようになったのは、この作品から。
ゲームの前に自分のニックネームとキャラクターが選べる。キャラクターの中には、『ツインビー』のライトやパステル、『ガチャガチャンプ』のキャラクターなどがいる。
クリア方式は、『ハイパー』の対戦方式から、再びノルマ制に戻った。ミニゲームをクリアすると、成績によってプレイヤーの段位が上がっていき、クリアノルマもどんどん厳しくなっていく（ミスをすると、若干段位が下がる）。また、「ふつうにプレイ」の場合、山陽新幹線&東海道新幹線の駅名も表示されていて、成績&順位に応じ「博多」から「東京」へ向かって進んでいく。（ミスの場合は現状維持）
「ふつうにプレイ」（基本モード）、「選んでプレイ」（3ゲームまで、好きなミニゲームを選んでプレイ）、「3分モード」（基本的には「選んでプレイ」と同じ。回数制限はなく3分の時間制限がある。このモードのみミニゲームの途中で中断し、ミニゲーム選択画面に戻る事が出来る）、「スコアアタック」（5個のミニゲームを順番にプレイして、トータル成績をインターネットに登録して競う）他、全6モード。

##### ビシバシチャンプオンライン 〜笑撃の全国対戦!?〜
e-AMUSEMENTに対応し、シリーズ唯一のオンライン対戦に対応。エントリーカードは使用しない。2005年に稼働開始。
ミニゲーム数は初期状態で全53ゲームで過去最多。これに加え、2006年2月21日まで1ヶ月に2本のペースで新ゲームが追加配信され、これを含めると全73ゲームとなる。同社の『pop'n music』や『クイズマジックアカデミー』、『麻雀格闘倶楽部』とコラボレートしたミニゲームも配信された。
「挑戦! ランキングモード」も、大会がオンラインで配信され、開催期間は1週間限定となった（1週間で新たな大会に変更）。更にインターネットでの登録も必要が無くなった。
基本的なモードでは、同じ筐体を使う3人（人数が足りない場合は穴埋め要因としてコンピュータが加わる）で1チームを結成して、オンラインで結ばれた相手チームと3対3で戦い、チーム3人のトータル成績を競う。
対戦チームが見つからない場合はコンピューター3人との対戦になるが、途中で対戦チームが見つかると、「挑戦者キター!」という叫びと共にミニゲームが中断され、そのチームと改めてミニゲームで勝負することになる。対戦組み合わせは、同じトーナメント（何回戦かは問わない）にいる対戦チームに限る。まれに、コナミ社員がオンラインで現れることもある。
勝てば次回戦へ進めるが、負けた場合はライフを1個マイナスされた上で、1つ前の対戦（決勝戦で負けたら準決勝、準決勝で負けたら1回戦、1回戦で負けたら再び1回戦）からやり直しとなる。ライフがなくなるとゲームオーバーとなるが、コンティニューは何人でプレイしても、1人分の料金で可能。
全3回戦を勝利すれば、そのトーナメントを制覇した事になり、更に上位のトーナメントに進むことができる。「人間界トーナメント」「天上界トーナメント」「惑星界トーナメント」3つすべてを制覇すればエンディングとなる。ノーコンティニューで3トーナメントを制覇した場合に限り最終ゲームをプレイする事ができ、それをクリアすることで真のエンディングを見られる。また、一つでもトーナメントを制覇していれば、ゲームオーバー後に筐体備え付けのカメラに向かって記念撮影ができる（任意）。
「全国オンライントーナメントモード」（基本モード）、「挑戦!ランキングモード」（配信されている大会に合わせた3個のミニゲームを順番にプレイして、各ゲームの成績を競う）、「お店でワイワイモード」（3ゲームまで好きなミニゲームを選んでプレイ。店側の設定によっては選べない）の全3モード。
本作も、作品のテーマソングがゲームに収録されている。
『ザ★ビシバシ』稼働以降もしばらくオンラインサービスは継続されていたが、2011年9月30日をもってサービスを終了した。終了後も、オンライン接続を伴わない範囲でプレイすることは可能。

##### ザ★ビシバシ THE★BishiBashi
2009年7月29日に稼働を開始した。e-AMUSEMENT対応だが、オンライン対戦モードが無くなり、e-AMUSEMENT PASS（2代目まで、3代目並びに「Amusement IC」対応の4代目は使用不可) 対応になった。
従来通り1台の筺体で最大3人まで遊ぶことが可能だが、店舗内の2台の筺体をe-AMUSEMENTを介して接続することで最大6人の同時プレイも可能になる。多人数プレイは対戦ではなく、協力してミニゲームのクリアを目指す協力型クリアシステムを採用している。
操作は従来の3ボタンから、クリアする際のみに使用する「フィニッシュボタン」が新たに追加された（スタートボタンの流用）。デザインは以前のビシバシチャンプシリーズから一新されており、ゲーム画面も「16 : 9」のワイドサイズになった。
ビシバシタワー（全22ステージの通常モード）では、全員の成績を合算して下からランクに当てはめていき、止まった所により「全員アウト」「1位だけセーフ」「全員クリア」の判定が出る。それとは別に各ステージの個人成績を10000点満点で採点している。
好成績を連続して出すと「鬼モード」が発動する場合があり、この場合ノルマが通常よりも厳しくなるが、通常の得点とは別に「鬼ボーナス」として1000点が加算される。さらに鬼モードを連続して発動させると「コンボ」が発生し鬼ボーナスも2000点→3000点→4000点→5000点→5730点とアップしていく。（6連続以降は5730点になる）失敗するとコンボはリセット（鬼ボーナス自体はもらえる）され、鬼モードも解除される。
「e-AMUSEMENT PASS」を使用すると、ゲーム終了時に獲得した得点に応じて「ガチャポイント」が加算され、ポイントが100%になると新しいプレイヤーキャラを獲得できる『ビバ★ガチャ』の使用券がもらえる（次回のゲーム開始前に自動抽選／ボタン連打でオープン）。
『ビバ★ガチャ』で抽出されたキャラクターが既に自分が持っているキャラクターと被った場合、「ライフ追加補助券（スターマーク）」が1枚リリースされる。5枚揃えると、揃えた回の「ゲーム開始時ライフ」が通常より1個加算された状態でスタートする。
また、カードに他の「e-AMUSEMENT PASS」対応ゲームのセーブデータがあれば、そのゲームにまつわるキャラクターがプレイヤーキャラとして選択可能になる。ただし一部のゲームに関しては、特定条件を満たさなければ獲得できないキャラクターもあるので注意が必要（尚、このサービスは2010年11月16日を以て終了し、翌17日からは「ゲームをプレイしないと開放されないキャラ」が全て初めから選択可能になった）。
ミニゲームの内容は全て一新され、「ビシバシチャンプ・オンライン ～笑撃の全国対戦!?～」以前のミニゲームは廃止された。
BGMは同社のアーケードゲーム『Dance Dance Revolution』や『グラディウス』、『ツインビー』、『beatmania IIDX』、『Super魂斗羅・エイリアンの逆襲』等が使われている。また、一部のミニゲームには『beatmania IIDX』や『オトメディウス』のキャラクターが登場する。
2010年2月1日を手始めにミニゲームの追加配信が開始され、2月は『pop'n music』や『ラブプラス』と、3月は『クイズマジックアカデミー』と、それぞれコラボレーションしたミニゲームが追加された。4月にもオリジナルの新ゲームが追加されている。
『ビシバシCHANNEL』稼働以降もしばらくe-amusementサービスは継続されていたが、2023年3月31日をもってサービス終了。終了後も、オンライン接続を伴わない範囲でプレイすることは可能。

##### ビシバシCHANNEL
2018年6月26日に稼働開始。前作から8年11ヶ月ぶりの新作となる。
プレイ人数が最大3人から最大4人に増加。
フィニッシュボタンは廃止、また中央の緑ボタンが回転するようになり、それを利用するミニゲームが追加。
今作の筐体はMÚSECAからのコンバート筐体となるため、回転する緑ボタンはMÚSECAの回すボタンと同等のものとなっている。
ミニゲームは再び一新されたが、前作以前のミニゲームを多数リメイクして収録している。残りライフの表示も、手からハートに戻された。
プレイヤーはビシバシチャンネルの「投稿者」となって、ファン100億人を目指す。
ランクに応じて10人(組)がマッチメイクされ、その中で上位3人(組)に入ればセーフ、4位以下ならライフを減らされる。
成績に応じてファンが増えていき、100億人に達したら「最終ゲーム」に挑戦、刺客に勝てば真のエンディングとなる。また、エンディングまでにかかったステージ数が記録される。(数が小さいほどコンティニュー回数が少ないこととなる)
2018年10月25日より、セガ・インタラクティブの「Aime」、バンダイナムコアミューズメントのバナパスポートにも対応するようになった（両方ともAmusement IC対応カードのみ）。
本作はオンラインで稼働している店舗がかなり少なく、全国で12店舗しかない（2023年9月現在）。オフライン稼働時はICカードが非対応となっている。

#### 兄弟作品

##### アニメチャンプ
2000年に稼働開始。懐かしのアニメの内容を基にしたミニゲームで戦う。基になったアニメは『ひみつのアッコちゃん』『一休さん』『魔法使いサリー』『ゲゲゲの鬼太郎』『狼少年ケン』の5作品。
「ふつうにアニメチャンプ」（基本モード）、「えらんでアニメチャンプ」（3ゲームまで、好きなミニゲームを選んでプレイ。このモード限定のミニゲーム（各アニメ作品のカルトクイズ）もある）、「キャラでアニメチャンプ」（まず主人公を選択。シナリオに沿って、その主人公の作品ベースのミニゲームのみをプレイしていく）の3モード。

##### サラリーマンチャンプ
2001年に稼働開始。開発はSUCCESS（プライムシステム）。コナミは監修を担当。
サラリーマン生活をテーマにしたミニゲームで競い、ミニゲームの達成順位と成績により役職や称号が昇降する。ゲーム説明コールは「研修」となっている。
タイトルコールが三拍子ではない等、コナミ制作のシリーズとは異なる印象を受ける。ちなみに家庭用（プレイステーション版）も同年SUCCESSから発売された。
同年、韓国のゲーム製作会社『Danbi』がOL版サラリーマンチャンプ『OFFICE 女人天下』（原題『오피스 여인천하』、英題『Office Women Power』）を開発、翌2002年にはパソコン用移植版も販売した。
メインキャラクターをサラリーマンからOLに変更した都合もあり、一部を除いて原典とは異なる女性らしいミニゲームに刷新する工夫を盛り込んだものの、この作品はコナミに一切の許諾を得ていない盗作であった。
程無く、これを知ったコナミがDanbiを提訴して裁判に臨み、Danbi側の全面敗訴によって女人天下を購入・設置したゲームセンター全店からの完全撤去および商業利用禁止命令が下された。

#### 操作形態が異なるもの

##### ハンドルチャンプ
1998年に稼働開始。コントローラー操作は自動車同様のハンドル及びハンドル中央のボタン、足元のアクセルペダルの3つを使って行う。
ミニゲームのタイトルが「○○（漢字二文字）!××△△レース」という名前に統一されている。
筐体の仕様で最大プレイ人数は2人。

##### ガチャガチャンプ
1999年に稼働開始。8方向レバー2本を使って操作を行う。
自分のニックネームを「○○の○○」の形で選べる。
筐体の仕様で最大プレイ人数は2人。1対1の対戦形式で、相手に勝つ事がクリア条件。
ミニゲームのタイトルが「ケーキ ムシャ！」や「つかんで ポイ！」など、2拍子の名前に統一されている。

##### ステップチャンプ
1999年に稼働開始。赤、青、緑のフットパネル（ゲームによっては、手前にあるスタートボタンも使う）を踏んで操作を行う。
「ふつうにステップ」（基本モード）、「えらんでステップ」（3ゲームまで、好きなミニゲームを選んでプレイ。）、「うんどうかいハイパーステップ」（『ハイパーオリンピック』を基にした4ゲームの総合成績を競う）、「ダンスでステップ」（『Dance Dance Revolution』を模したモード。隠しコマンドを使えば、本家を超えるフットパネル9枚で踊る事も可能。）の全4モード。

### プレイステーション版

#### ビシバシスペシャル
- アーケード版の『ビシバシチャンプ』、『スーパービシバシチャンプ』および『ハンドルチャンプ』の3本を混ぜた作品（ただし、作品間で重複するミニゲームは削除されている）。
- コントローラを回して使う事によって、最大8人で対戦出来るモードを新設。
- タイトルコール、説明画面等は全て『ハンドルチャンプ』のものに統一されている。また一部のゲームでアーケード版と若干操作方法が異なる（アーケード版のボタン配置はプレイステーションコントローラの□＝赤（左）、×＝緑（真ん中）、○＝青（右）に該当するが、色判定が存在するゲームでは赤＝○、緑＝△、青＝×とプレイステーションコントローラのそれに準ずる形になっている。続編のビシバシスペシャル2では色判定もアーケード版に準ずる配置（□＝赤、×＝緑、○＝青）に統一されている）。
- 連打を競うゲームでは、アーケード版は対象となるボタンが3種類しかないが、プレイステーション版では（スタート、セレクトボタンを除く）どのボタンを押しても連打のカウントになるために、アーケード版ではありえないような記録を実現させることも容易である。
- ゲームアーカイブス版もある[8]。

#### ビシバシスペシャル2
- アーケード版の『ハイパービシバシチャンプ』『ガチャガチャンプ』の2本をカップリングしたもの。但し、最大2人対戦で統一されているため、最大3人まで対戦出来た『ハイパービシバシチャンプ』も2人対戦用のレイアウトに変更されている（ガチャガチャンプが2人用のため）。
- タイトルコール、説明画面はそれぞれの出身ゲームのものがそのまま採用されているが、同点バトルは『ガチャガチャンプ』のもので統一されている（一定時間レバーを回しまくる）。一方で結果発表は全てハイパービシバシチャンプの仕様で統一されており、そのためか最初に決める名前もハイパーのものしか登場しない。
- 「レバーを回す」行為は、プレイステーションコントローラでは左手の親指で十字キーを反時計回りに、右手の親指で○△□×ボタンを時計回りにスライドしながら連打することで反映される。当然、アナログコントローラのスティックと比べれば圧倒的に不利。
- 前作の「ネコが いなけりゃ ネズミ天国!」がおまけで収録されている。このミニゲームのみ対戦形式ではなくノルマ方式になっている。1位になったプレイヤーすら合格点に達しなかった場合、全員「リタイア」扱いとなりライフも全員1つ減る。

#### ビシバシスペシャル3 〜ステップチャンプ〜
- アーケード版の『ステップチャンプ』の移植。
- 家庭用「Dance Dance Revolution専用コントローラ」を斜めにしたものを、フットパネル代わりにして操作を行う（上ボタンが赤（左）、○ボタンが緑（真ん中）、右ボタンが青（右）をそれぞれ認識する）。ただしそれには設定変更で使用コントローラを「ダンスダンスレボリューション用」に予め切り替えておく必要がある。なお、切り替えずにそのままにしても「Dance Dance Revolution専用コントローラ」を斜めにせずそのまま「左ボタン＝□ボタン、上ボタン＝△ボタン、右ボタン＝○ボタン、下ボタン＝×ボタン」を認識して遊ぶことはできるが、斜めにして使用する場合と比べると若干操作が難しくなる。

#### サラリーマンチャンプ たたかうサラリーマン
- アーケード版の『サラリーマンチャンプ』の移植。

### PC版
コナミオンラインでのダウンロード販売という形式を採っており、パッケージでの販売は行われていない。ライセンス購入前でも体験版としてゲームをダウンロードすることが出来、作品毎にライセンスを購入する事で追加ゲームがプレイできる様になっている。
対応OSはWindows 95 / 98のみで、ゲームパッドにも対応している。ネットワーク機能にも対応しているが、オンライン対戦やハイスコアの送信などはなく、ライセンス認証のみに使われているだけだった。
追加ゲームは配信後一週間毎にいくつか追加される方式になっており、また別途外部データをダウンロードしてインストールする必要があった。ビシバシチャンプmini、mini2共に一年足らずでサービスが終了したため現在はゲームのダウンロード、ライセンスの購入は出来なくなっている。
ビシバシチャンプmini
2001年4月1日配信開始。
アーケード版の『ハイパービシバシチャンプ』に収録されている一部のミニゲームを移植。お試し版では4ゲームのみしか遊べないが、ライセンス（300円）を購入することにより全20ゲームがプレイ可能となる。
ビシバシチャンプmini2
2001年7月10日配信開始。
アーケード版の『ビシバシチャンプ』『スーパービシバシチャンプ』『ステップチャンプ』に収録されている一部のミニゲームを移植。お試し版では3ゲームのみしか遊べないが、ライセンス（500円）を購入することにより全40ゲームがプレイ可能となる。

### スマートフォン版
みんなでビシバシ
2014年2月4日配信開始。
アーケード版の『ザ★ビシバシ』以来となる新作。対応OSはiOS 5.0以降、AndroidOS2.3以降。基本無料でアイテム課金制となる。
- ゲームルール
  - 毎週月曜日午前0時を起点とするランキング対戦形式で、好成績の上位5種目の得点の合計値で争われる。ランキングの順位に応じてボーナスコインが授与される。
  - キャラクター(ビシキャラ)もアーケード版『ザ★ビシバシ THE★BishiBashi』からの移植だが、アーケード版と異なり、レアリティと特殊能力が割り振られており、ゲームごとにキャラクターを変更することができるようになっている。また、ビシキャラの入手は、ゲーム内のガチャを引いて入手する。
  - コインはミニゲームでも授与され、貯まったコインはビシキャラの強化やビシキャラガチャ引きに使用される。
  - 収録されるミニゲームは以下の通り。すべて、アーケード版『ザ★ビシバシ THE★BishiBashi』からの移植である。
    - 風船割り　タイトルコールはパンパン! パパパン! 風船割り!!
    - 早撃ガンマン　タイトルコールは2丁! 拳銃! 早撃ちガンマン!!
    - サッカー　タイトルコールは許すな! 得点! ゴールキーパー!
    - バーベキュー　タイトルコールは突き刺せ! 食いもん! バーベQ!!
    - ちくわキャッチ　タイトルコールは良いちくわ! 悪いちくわ! 空からちくわ!!
    - 男女分け　タイトルコールは女子は!左へ!男子は右へ!!
    - 視力検査　タイトルコールはすんげえ!視えるぞ!視力検査!!
    - モンスター　タイトルコールは突然!モンスターが!あらわれた!!
    - ぽっぷん　タイトルコールはだるま!じゃなくて!ポップくん落とし!!
    - ねこじゃらし　タイトルコールはねこニャー!ニャーニャー!ねこじゃらし!!

2015年9月29日14時にサービス終了となった。

### 番外編
おわらいよゐこのゲーム道
ゲームボーイで発売。よゐこが監修したゲームで、RPGの様にフィールドを巡りながら各地で、ミニゲーム（『ビシバシチャンプ』シリーズのミニゲームを当作用にアレンジしたもの）をプレイしてクリアを目指すアドベンチャーゲーム。
ミニモニ。ダイスdeぴょん!
プレイステーションで発売。ミニモニ。メンバー（矢口、辻、加護、ミカ）を操って、ハートを集めていくボードゲーム。
ボードゲームに使われるミニゲームは『ビシバシチャンプ』シリーズのミニゲームを、当作用にアレンジしている。
後に、『Dance Dance Revolution』風のミニゲーム等を加えて強化した「ミニモニ。ステップぴょんぴょんぴょん♪」や、GBA版の「ミニモニ。おねがい☆お星さま!」も発売。